# Gävle
Gävle ([ˈjɛːvlɛ]ⓘ), o tradicionalmente conocida en español como Gevalia, es una ciudad de Suecia, sede del municipio homónimo y la capital de la provincia de Gävleborg. Tiene una superficie de 42,45 km² y tenía 100 603 habitantes en 2017, lo que la convierte en la decimotercera ciudad más poblada del país.
Es la ciudad más antigua del Norrland histórico (tierras del norte de Suecia), después de haber recibido privilegios de ciudad en 1446 de Cristóbal de Baviera. Se encuentra situado al norte de la desembocadura del río Dal, en el municipio más sureño del territorio histórico de Norrland.

## Historia
Se cree que el nombre de Gävle proviene de la palabra gavel, refiriéndose a la parte alta del río Gavleån que atraviesa Gävle y es llamado gavel en sueco. El antiguo asentamiento se llamó Gavle-ägarna, que significa propietarios de Gavel. Ese nombre se abrevió a Gavle, después a Gefle y finalmente a Gävle.

En 1446 se le otorgó los privilegios de ciudad. Durante mucho tiempo fue un pueblo pequeño de pocas casas y edificios de madera, con casas flotantes a las orillas del Gavleån, Lillån, e Islandsån. Alrededor de 1700 el pueblo adquirió la apariencia actual, construyéndose los tres edificios más importantes: la iglesia, el palacio regional y el ayuntamiento.

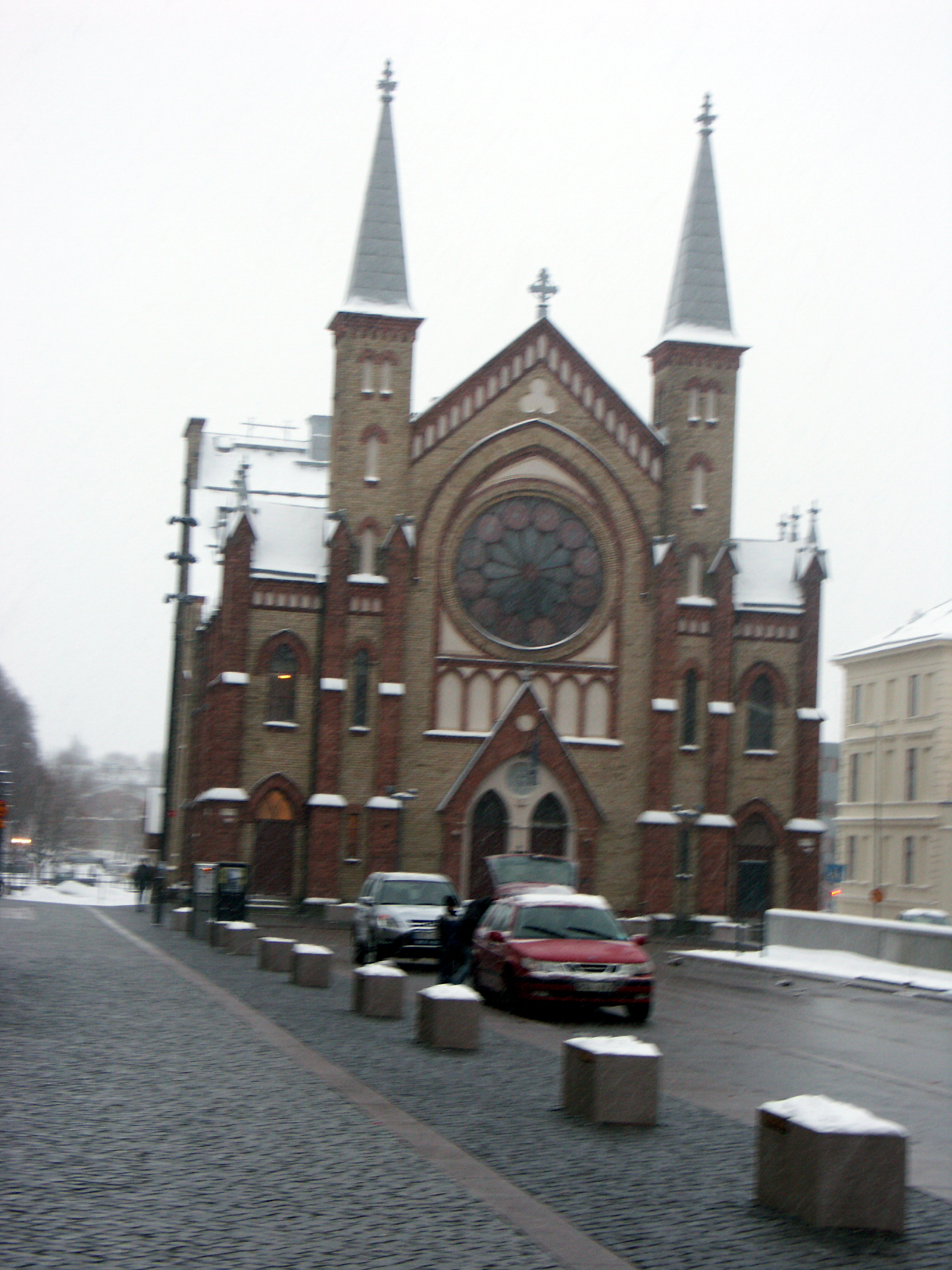
La Iglesia del Marinero (Sjömanskyrka) de Gävle.

En los últimos trescientos años Gävle se incendió en tres ocasiones diferentes. Después del incendio de 1776 el pueblo adquirió un nuevo trazado, con calles rectas y bloques de edificios rectangulares, y el número de casas de piedra y ladrillos empezó a incrementarse. El mayor incendio de la localidad ocurrió en 1869, en el que, de una población de 10 000 habitantes aproximadamente, 8000 perdieron sus casas y alrededor de 350 granjas fueron destruidas. Casi toda la parte norte del Gavleån fue arrasado por el fuego, y todos los edificios al sur del río se salvaron. El área de la ciudad vieja entre el museo y la biblioteca fue preservada hasta hoy, la cual es una reserva, el barrio llamado Gamla Gefle (Gefle viejo).
Después de la catástrofe de los fuegos, Gävle se desarrolló en forma de red con largas explanadas y áreas verdes. Ahora es un pueblo verde con amplias avenidas. La idea central de este desarrollo urbanístico fue la de detener la propagación de posibles incendios en el futuro. Durante la década de los 90 comenzó un desarrollo extensivo en el centro del pueblo. Alrededor de 1970 Gävle era un distrito urbano alargado, cuando se anexionó los pueblos de Valbo, Hamrånge, Hedesunda y Hille. Nuevos suburbios como Stigslund, Sätra, Andersberg, y Bomhus crecieron alrededor de la localidad.

## La cabra de Gävle

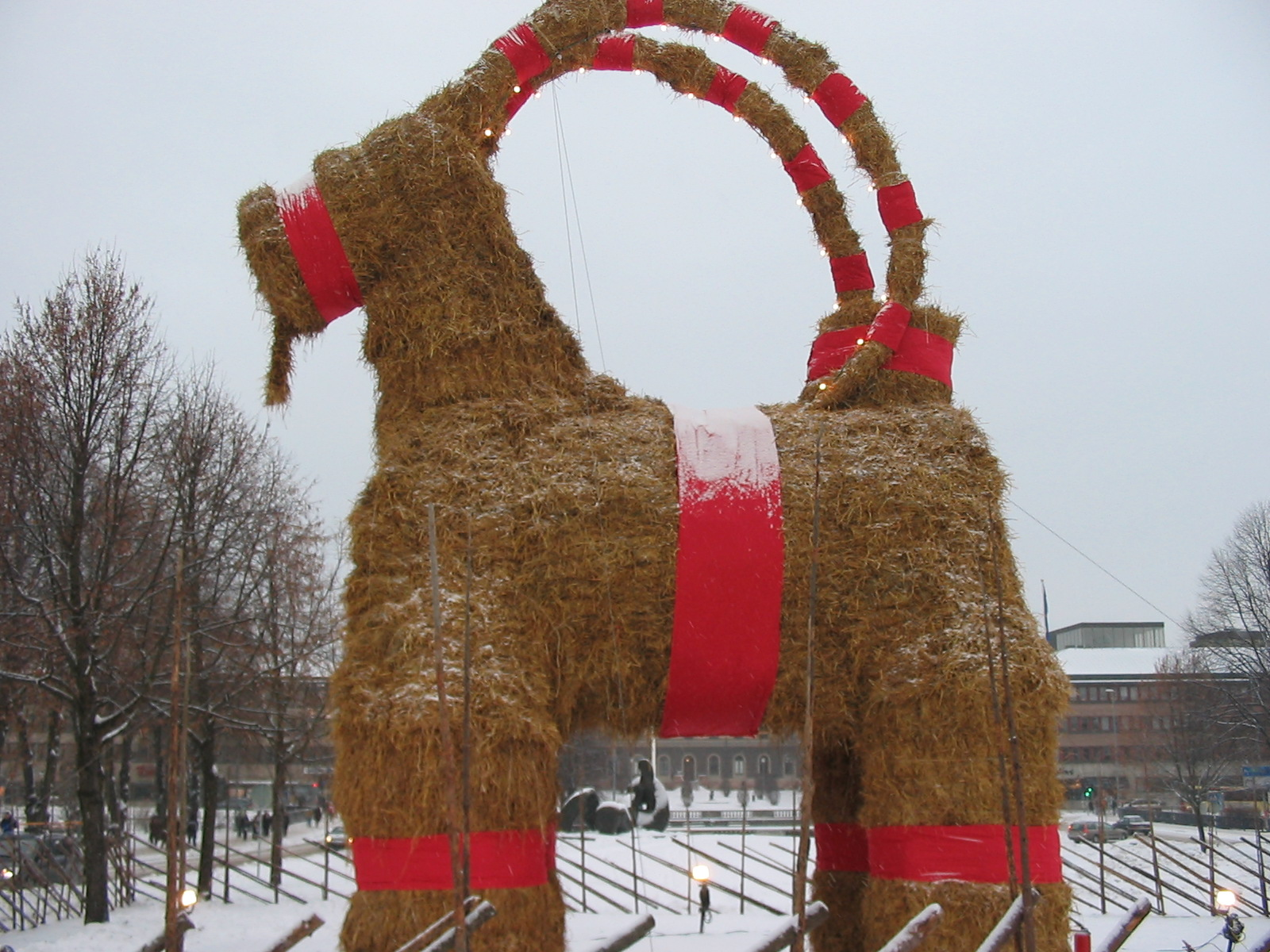
La cabra de Gävle.

La historia de la cabra de Gävle comenzó en 1966. Un hombre llamado Stig Gavlén tuvo la ocurrencia de hacer una versión gigante en paja de la tradicional Cabra de Navidad sueca y situarla en Slottstorget, "Plaza del Castillo", en el centro de Gävle. El 1 de diciembre la cabra, de 13 m de alto, 7 m de largo y 3 toneladas de peso, se instalaba en la plaza y al llegar la medianoche de Nochevieja se consumía en fuego. Desde entonces se ha ido emplazando por estas fechas y quemándose casi todos los años. Quemar la cabra es un acto ilegal y no bien recibido por los ciudadanos de Gävle, pero sin lugar a dudas es lo que hace famosa a la cabra.

## Geografía
Gävle se encuentra situada en el mar Báltico cerca de la desembocadura del río Dal.
Limita al norte con el municipio de Söderhamn, al este con el mar Báltico, al sureste con el municipio de Älvkarleby, al sur con el condado de Västmanland, al oeste con el municipio de Sandviken y al noroeste con el municipio de Ockelbo. Gävle tiene la misma latitud que Helsinki y la misma longitud que Viena y Ciudad del Cabo. 

### Clima
Gävle tiene un clima subtipo de verano templado (según la clasificación climática de Köppen Dfb) con un promedio de temperaturas de -5 °C en enero y 17 °C en julio. El promedio de precipitaciones de unos 600 mm.
| Parámetros climáticos promedio de Gävle | Parámetros climáticos promedio de Gävle | Parámetros climáticos promedio de Gävle | Parámetros climáticos promedio de Gävle | Parámetros climáticos promedio de Gävle | Parámetros climáticos promedio de Gävle | Parámetros climáticos promedio de Gävle | Parámetros climáticos promedio de Gävle | Parámetros climáticos promedio de Gävle | Parámetros climáticos promedio de Gävle | Parámetros climáticos promedio de Gävle | Parámetros climáticos promedio de Gävle | Parámetros climáticos promedio de Gävle | Parámetros climáticos promedio de Gävle |
| Mes                                     | Ene.                                    | Feb.                                    | Mar.                                    | Abr.                                    | May.                                    | Jun.                                    | Jul.                                    | Ago.                                    | Sep.                                    | Oct.                                    | Nov.                                    | Dic.                                    | Anual                                   |
| --------------------------------------- | --------------------------------------- | --------------------------------------- | --------------------------------------- | --------------------------------------- | --------------------------------------- | --------------------------------------- | --------------------------------------- | --------------------------------------- | --------------------------------------- | --------------------------------------- | --------------------------------------- | --------------------------------------- | --------------------------------------- |
| Temp. máx. abs. (°C)                    | 11.0                                    | 12.5                                    | 18.3                                    | 27.1                                    | 28.9                                    | 36.4                                    | 34.4                                    | 34.0                                    | 28.0                                    | 22.7                                    | 15.0                                    | 11.7                                    | 36.4                                    |
| Temp. máx. media (°C)                   | -0.7                                    | 0.1                                     | 4.4                                     | 10.2                                    | 15.2                                    | 19.1                                    | 22.3                                    | 21.2                                    | 16.6                                    | 9.3                                     | 4.2                                     | 0.7                                     | 10.2                                    |
| Temp. mín. media (°C)                   | -7.5                                    | -7.3                                    | -5.0                                    | -0.1                                    | 4.2                                     | 8.2                                     | 11.5                                    | 10.5                                    | 6.4                                     | 1.9                                     | -0.5                                    | -5.2                                    | 1.4                                     |
| Temp. mín. abs. (°C)                    | -30.4                                   | -33.7                                   | -29.9                                   | -17.9                                   | -7.3                                    | -4.5                                    | 1.0                                     | -2.2                                    | -5.7                                    | -15.1                                   | -22.5                                   | -30.3                                   | -33.7                                   |
| Precipitación total (mm)                | 48                                      | 35                                      | 32                                      | 40                                      | 39                                      | 44                                      | 68                                      | 82                                      | 69                                      | 55                                      | 57                                      | 51                                      | 618                                     |
| Fuente: www.smhi.se                     |                                         |                                         |                                         |                                         |                                         |                                         |                                         |                                         |                                         |                                         |                                         |                                         |                                         |

## Política

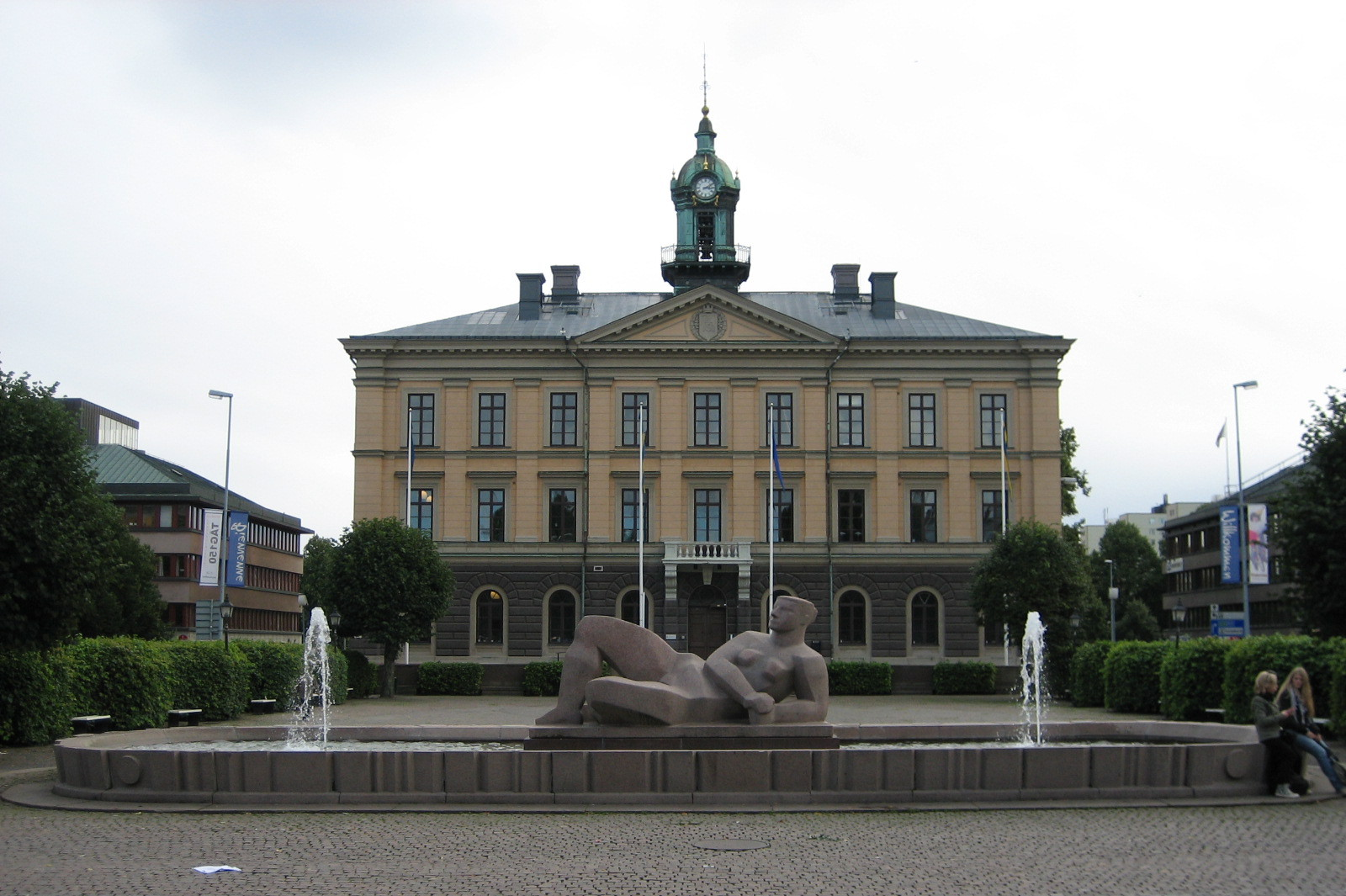
Ayuntamiento de Gävle.

Los socialdemócratas y el partido ala-izquierda normalmente ocupan la mayoría de los asientos de la corporación.

## Educación
La Universidad de Gävle, que normalmente tiene unos 12 500 estudiantes inscritos, ofrece cursos de estudio repartidos en seis Departamentos: Administrativos, Educación y Psicología, ciencias de la Salud y Sociología, Humanidades y Ciencias Sociales, Matemáticas, Ciencias Naturales y Informática y Tecnología, y Medioambiente.
Algunos cursos se dan en inglés, tanto para estudiantes extranjeros de instituciones de intercambio como para los propios alumnos suecos. 

## Curiosidades
Gävle es conocida por su café llamado Gevalia, producido por la Kraft General Foods Scandinavia (Gevalia es el nombre en latín de Gävle), por su Cabra de Navidad y por su equipo de hockey sobre hielo, el Brynäs IF.
De Gävle es originaria la banda de Heavy Metal "LeadBreaker". 
En el suburbio de Valbo, se encuentra la sede de Mackmyra Whisky (Malt), la única destilería de whisky de Suecia desde 1999.

## Ciudades hermanadas
- Santa Ana (El Salvador)[5]